# Pseudocheiridae
Pseudocheiridae là một họ động vật có vú trong bộ Hai răng cửa. Họ này được Winge miêu tả năm 1893.

## Phân loại
- Phân họ Hemibelideinae Kirsch, Lapointe & Springer, 1997
  - Hemibelideus
    - Hemibelideus lemuroides

  - Petauroides
    - Petauroides volans
- Phân họ Pseudocheirinae Winge, 1893
  - Petropseudes
    - Petropseudes dahli

  - Pseudocheirus
    - Pseudocheirus peregrinus

  - Pseudochirulus
    - Pseudochirulus canescens
    - Pseudochirulus caroli
    - Pseudochirulus cinereus
    - Pseudochirulus forbesi
    - Pseudochirulus herbertensis
    - Pseudochirulus larvatus
    - Pseudochirulus mayeri
    - Pseudochirulus schlegeli
- Phân họ Pseudochiropsinae Kirsch, Lapointe & Springer, 1997
  - Pseudochirops
    - Pseudochirops albertisii
    - Pseudochirops archeri
    - Pseudochirops corinnae
    - Pseudochirops coronatus
    - Pseudochirops cupreus

## Hình ảnh

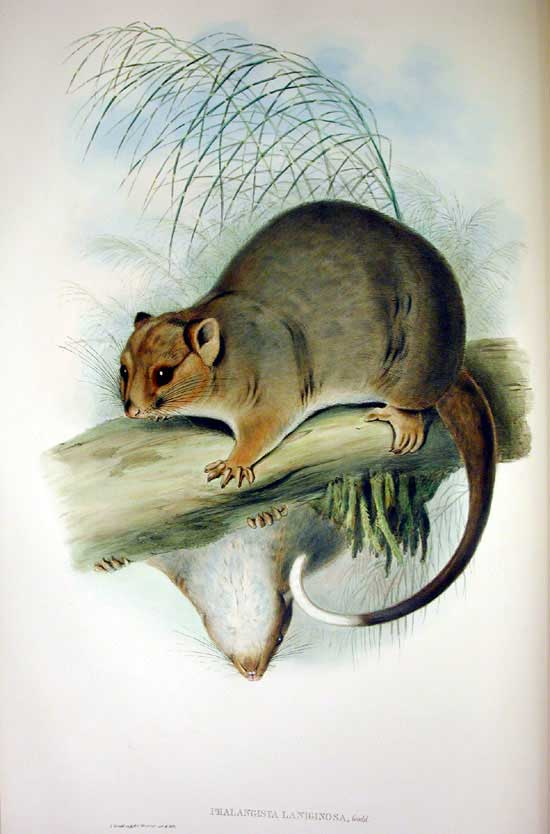
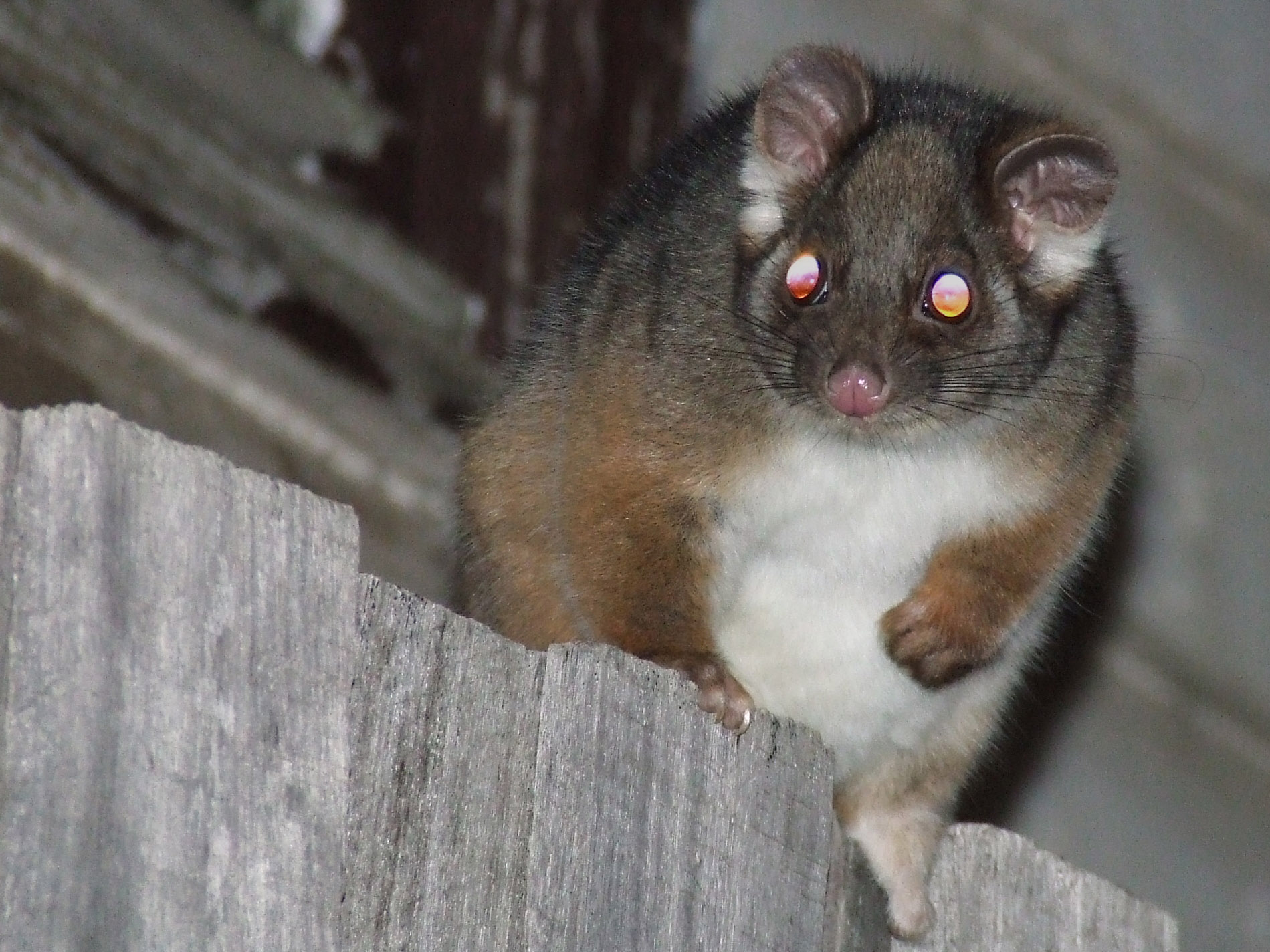
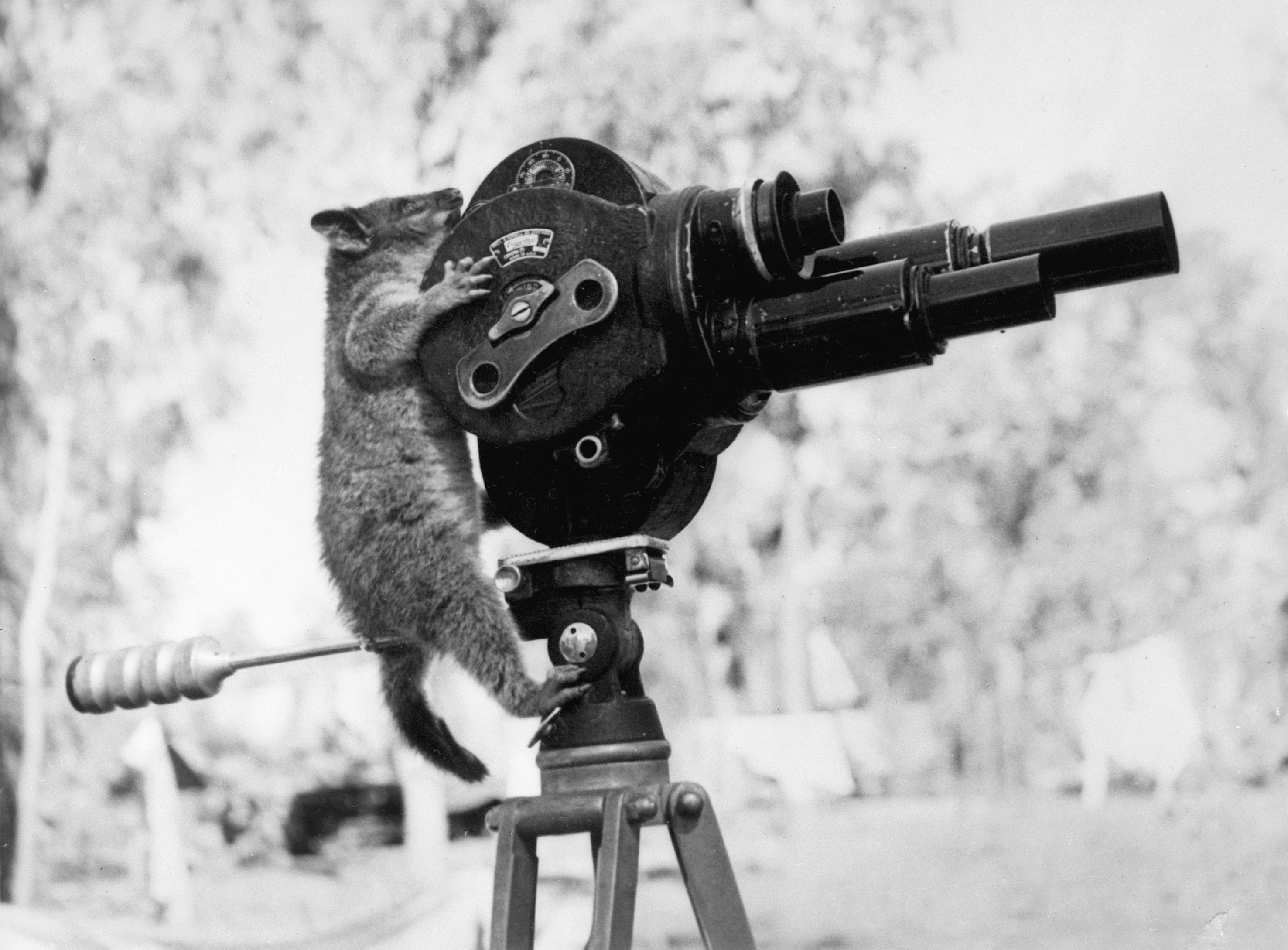
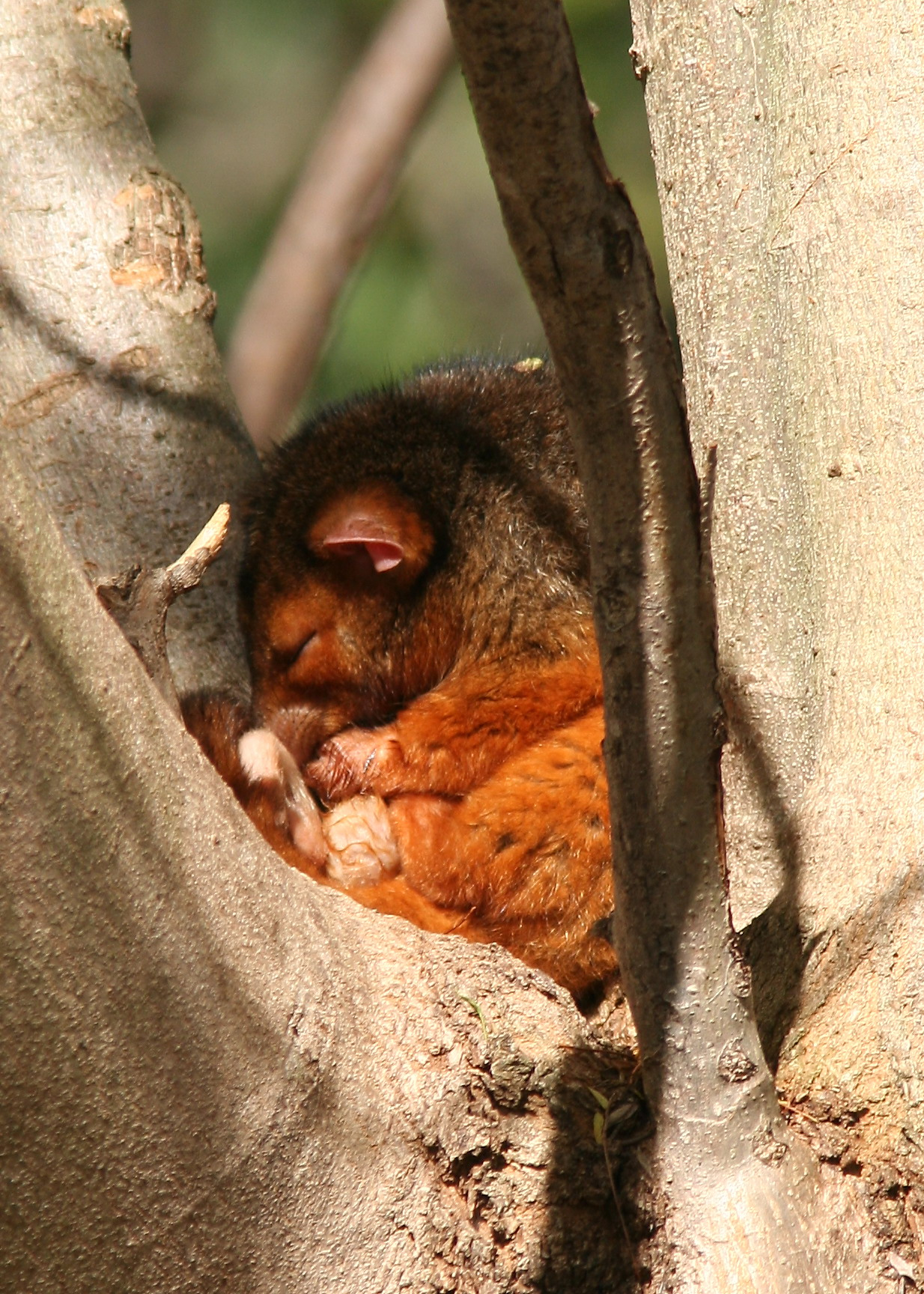